# Noites da Max
Noites da Max é uma sessão de séries e documentários exibida pela Rede Bandeirantes desde 6 de janeiro de 2025 para transmitir produções oriundas da plataforma de streaming Max, fruto de uma parceria de conteúdo entre a Band e a Warner Bros. Discovery (WBD).
A estreia ocorreu no dia 6 de janeiro de 2025 com a série documental PCC – Poder Secreto, que abordou o funcionamento interno de uma das principais organizações criminosas do Brasil. Durante a exibição do terceiro episódio, em 8 de janeiro, a atração alcançou picos de 3 pontos no Ibope e obteve uma média consolidada de 2 pontos, correspondendo a 4,2% de participação. Esse desempenho tornou a série o quarto programa mais assistido da emissora no dia e representou um aumento significativo na audiência da Band no horário.

## Séries exibidas na faixa

### 1ª Temporada
| # | Título                                        | Início                | Término               |
| - | --------------------------------------------- | --------------------- | --------------------- |
| 1 | PCC: Poder Secreto                            | 6 de janeiro de 2025  | 9 de janeiro de 2025  |
| 2 | Crimes Misteriosos: Madeleine McCann          | 10 de janeiro de 2025 | 17 de janeiro de 2025 |
| 3 | Flordelis: Em Nome da Mãe                     | 13 de janeiro de 2025 | 16 de janeiro de 2025 |
| 4 | Pacto Brutal: O Assassinato de Daniella Perez | 20 de janeiro de 2025 | 24 de janeiro de 2025 |
| 5 | Romário: O Cara                               | 27 de janeiro de 2025 | 31 de janeiro de 2025 |

## Exibição
A sessão Noites da Max ampliou a audiência da Band no horário noturno. Nenhuma outra atração recente da emissora, incluindo a competição gastronômica MasterChef, obteve índices tão expressivos no mesmo período.  A produção foi transmitida em diferentes horários ao longo da semana devido à cobertura do Campeonato Carioca.